# Longpont
Longpont ist eine französische Gemeinde mit 237 Einwohnern (Stand 1. Januar 2022) im Département Aisne in der Region Hauts-de-France; sie gehört zum Arrondissement Soissons und zum Kanton Villers-Cotterêts.
Louis Vierne komponierte ein Orgelstück mit dem Glockenspiel von Longpont als Thema.

## Geographie
Die Gemeinde Longpont liegt am Rande des Forêt de Retz im Tal des Ourcq-Nebenflusses Savières, etwa 14 Kilometer südwestlich von Soissons.

## Bevölkerungsentwicklung
| Jahr      | 1962 | 1968 | 1975 | 1982 | 1990 | 1999 | 2007 | 2015 |
| Einwohner | 294  | 311  | 272  | 306  | 298  | 294  | 282  | 271  |

## Sehenswürdigkeiten
- Das teilweise zerstörte Zisterzienser-Kloster Longpont (siehe auch: Liste der Monuments historiques in Longpont)

Kloster Longpont
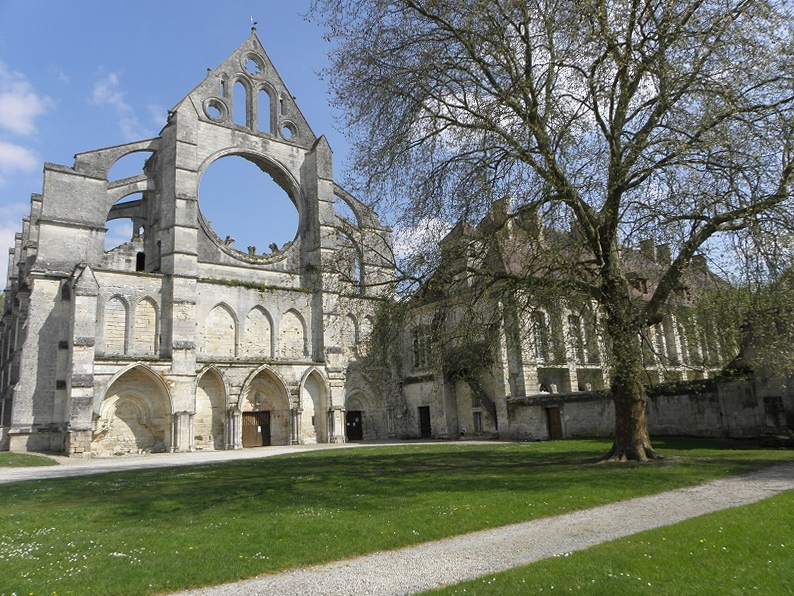
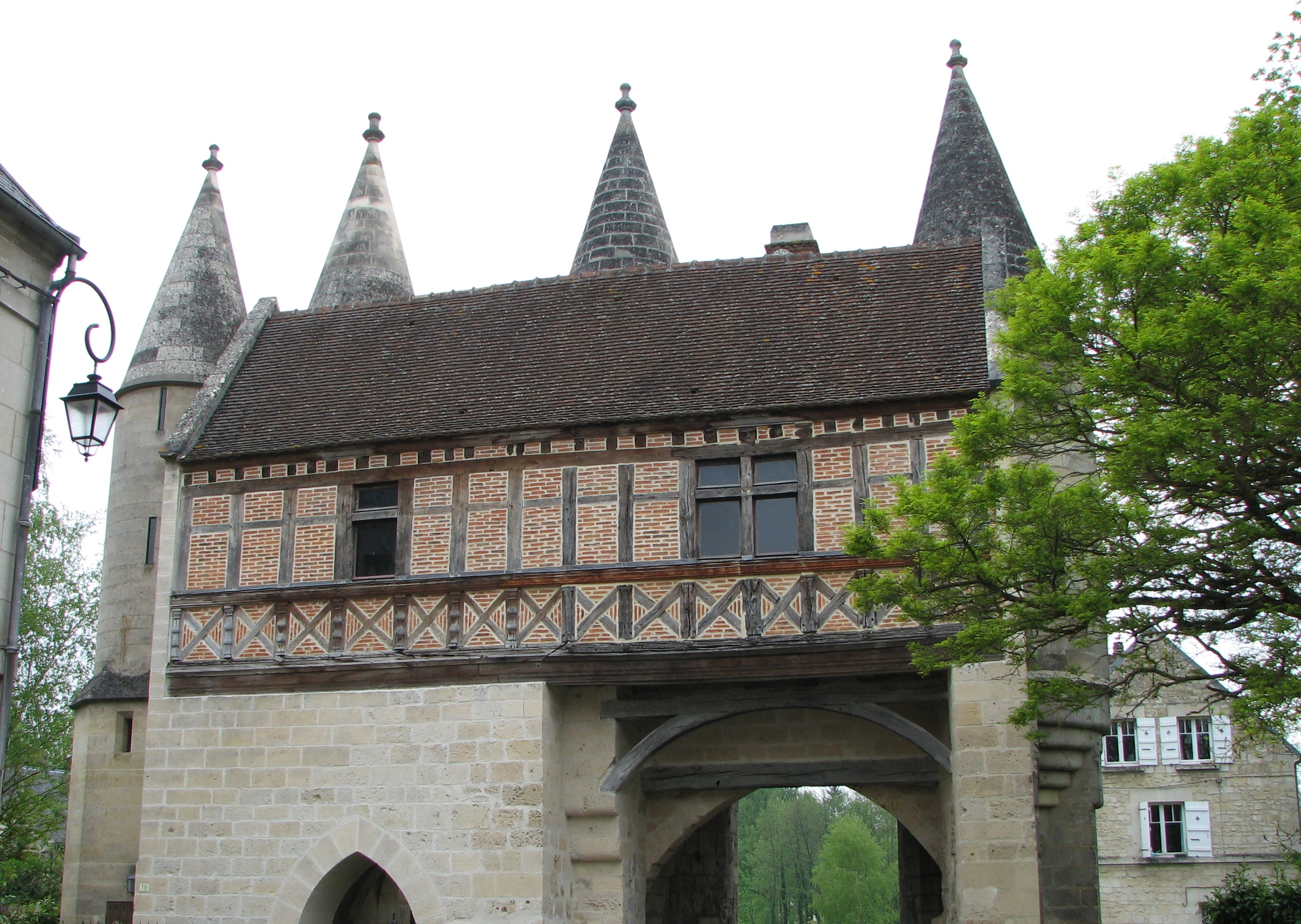
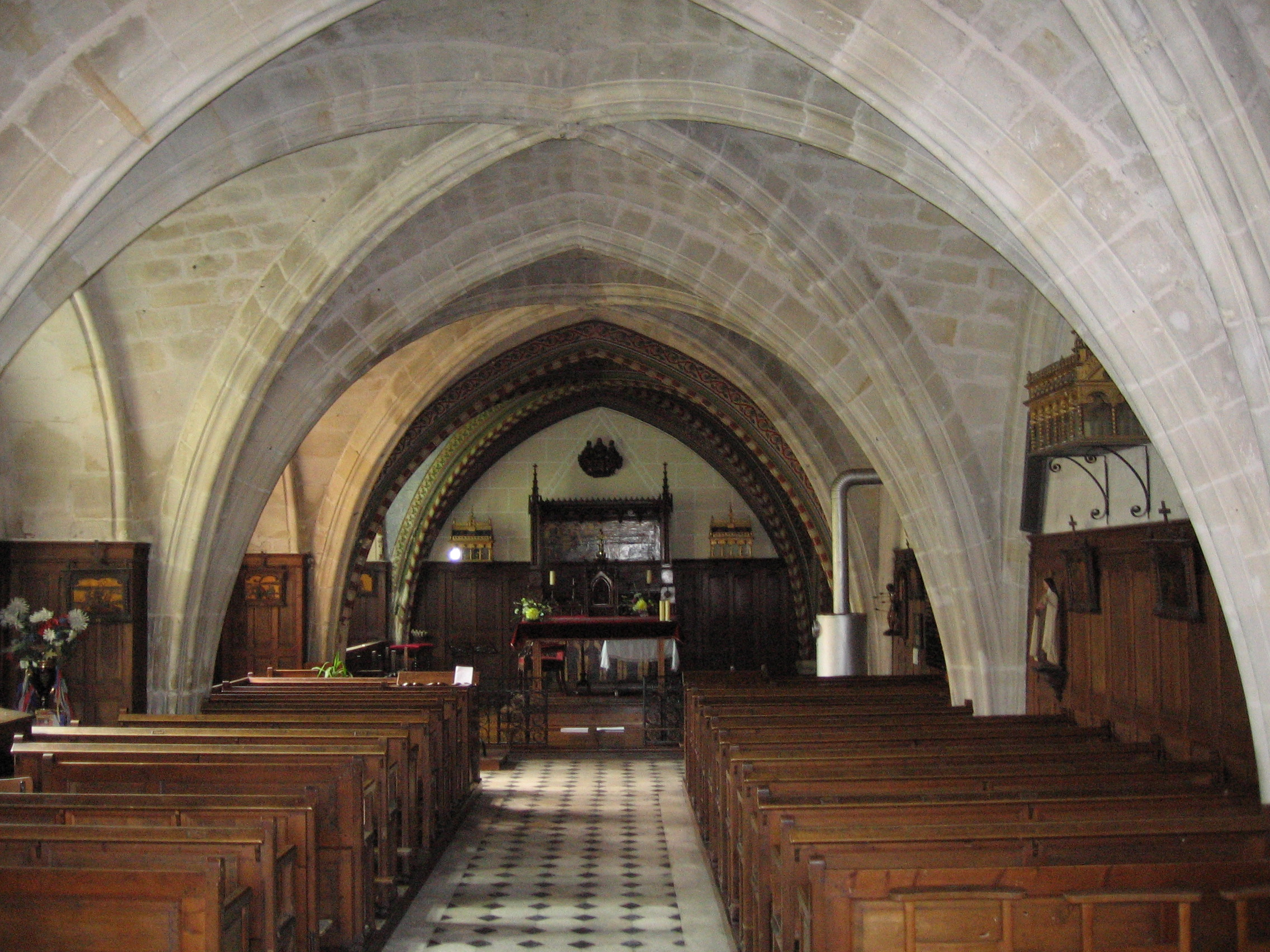

## Persönlichkeiten
- Johanna von Valois (um 1294–1352), Gräfin von Hennegau, Holland und Zeeland